# TV Diário (Mogi das Cruzes)
TV Diário é uma emissora de televisão brasileira sediada em Mogi das Cruzes, cidade do estado de São Paulo. Opera no canal 19 UHF digital, e é afiliada à TV Globo. Pertence ao Grupo Diário de Mogi, também responsável pelo jornal O Diário de Mogi, e sua cobertura abrange 10 municípios da Região do Alto Tietê. Seus estúdios estão localizados no distrito César de Sousa e sua antena de transmissão está no alto da Serra do Itapeti.

## História

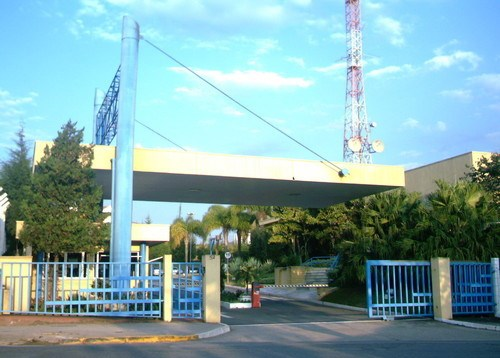
Sede da emissora, em 2008

Logotipo usado de 2000 a 2025

Os donos do jornal O Diário de Mogi venceram a outorga de concessão feita pelo Ministério das Comunicações. A concessão da emissora segue com as novas regras de carga horária mínima para programação local estabelecida nos editais de licitação, e contava com o maior número de programas locais/regionais que as outras afiliadas da Rede Globo no estado de São Paulo, e até das afiliadas espalhadas pelo Brasil.
A emissora entrou no ar no dia 1 de maio de 2000, através do canal 14 UHF (posteriormente passou a operar no 38 UHF), substituindo as retransmissoras da TV Globo São Paulo na região do Alto Tietê. Na época, a população era de 1,2 milhão de habitantes, concentrada em cidades como Suzano (onde foi montada uma unidade com estúdio e uma equipe fixa de jornalismo), Itaquaquecetuba, Ferraz de Vasconcelos e Poá. São 1,6 milhão de telespectadores potenciais, 539 mil domicílios com TV e IPC de 0,824%.
No dia 15 de maio de 2008, exatamente 15 dias após o aniversário de 8 anos da emissora, o repórter Edson Ferraz sofreu um atentado à tiros na rua do bairro Rodeio, na região do distrito de César de Sousa, em Mogi das Cruzes. O repórter voltava sozinho da capital paulista quando um carro cercou o veículo da emissora e disparou dois tiros contra o profissional, que saiu sem ferimentos. A suspeita da polícia é que o atentado seja uma represália à reportagem que Edson Ferraz fez para o SPTV da Capital, sobre a denúncia que Ministério Público Estadual fez contra 13 investigadores do Garra de Mogi das Cruzes, suspeitos de envolvimento em esquema de cobrança de propina de comércios ilegais como desmanches de carros e casas de jogos e prostituição da cidade e em Suzano.
Em 2013, foi inaugurada a sucursal da emissora na cidade de Suzano. Com uma equipe própria da área comercial e de jornalismo, além de um estúdio para apresentação dos jornais locais, a presença da TV Diário na cidade e em toda a região foi ainda mais intensificada.

## Sinal digital
| Canal virtual | Canal digital | Resolução de tela | Programação                                |
| ------------- | ------------- | ----------------- | ------------------------------------------ |
| 19.1          | 19 UHF        | 1080i             | Programação principal da TV Diário / Globo |

A TV Diário iniciou suas transmissões digitais em 2010, através do canal 52 UHF. Em 4 de junho de 2018, atendendo a uma determinação da ANATEL, passou a transmitir pelo canal 19 UHF. A emissora deu início à produção de seus telejornais em alta definição em 14 de março de 2022, estreando também um novo cenário.
Transição para o sinal digital
Com base no decreto federal de transição das emissoras de TV brasileiras do sinal analógico para o digital, a TV Diário, bem como as outras emissoras da Região Metropolitana de São Paulo, cessou suas transmissões pelo canal 38 UHF no dia 29 de março de 2017, seguindo o cronograma oficial da ANATEL.

## Programas
Além de retransmitir a programação nacional da Globo, atualmente a TV Diário produz e exibe os seguintes programas:
- Bom Dia Diário: Telejornal, com William Tanida;
- Diário TV 1.ª edição: Telejornal, com Mirielly de Castro;
- Diário TV 2.ª edição: Telejornal, com Robson Moreira;
- Compartilha: Programa de variedades, com Filipe Almeida;
- + Diário: Revista eletrônica, com Jéssica Leão;
- Diário Comunidade: Jornalístico, com Janaina Rodrigues;

Retransmitidos da TV Globo São Paulo
- Bom Dia São Paulo: Telejornal, com Sabina Simonato;
- Globo Esporte SP: Jornalístico esportivo, com Fred Bruno;
- Futebol na Globo: Jogos de futebol dos times de São Paulo

Durante as madrugadas, para cumprir a programação mínima estipulada por lei, a TV Diário exibe o bloco Faixa da Madrugada, que é composto de reprises de programas jornalísticos e de outras atrações da emissora, em substituição a Sessão Comédia na Madruga em dias úteis, Corujão aos sábados e Cinemaço aos domingos. Diversos outros programas compuseram a grade da emissora e foram descontinuados:
- Alô Cidadão
- Alô, Saúde
- Alto Tietê Revista
- Bom Dia São Paulo (edição local)
- D Noite em Notícias
- Diário TV 3ª Edição
- Esporte D
- Estação Mix
- Madrugada Mix
- SPTV (edição local)

A emissora também chegou a retransmitir os programas Nosso Campo, produzido pela TV TEM, Terra da Gente, produzido pela EPTV, e Giro São Paulo, produzido em conjunto com as demais afiliadas da Globo em São Paulo.

## Retransmissoras
- Arujá - 19 UHF
- Biritiba Mirim - 19 UHF
- Guararema - 47 UHF
- Poá - 19 UHF
- Salesópolis - 19 UHF
- Santa Isabel - 25 UHF
- Suzano - 19 UHF